# South Hayward (BART)
South Hayward es una estación en las líneas Richmond-Fremont y Fremont–Daly City del BART. La estación se encuentra localizada en 28601 Dixon Street en Hayward, California. La estación South Hayward fue inaugurada el 11 de septiembre de 1972.  Distrito de Transporte Rápido del Área de la Bahía es la encargada por el mantenimiento y administración de la estación.

## Descripción
La estación South Hayward cuenta con 2 plataformas laterales y 2 vías. La estación también cuenta con 1,207 de espacios de aparcamiento.

## Conexiones
La estación es abastecida por las siguientes conexiones de autobuses: 
- Rutas del AC Transit: Rutas 22, 37*, 68, 83*, 85, 86*, 99 (local); 801 (All Nighter)
* - La ruta opera los días de semana solamente